# Shira Rishony
Shira Rishony (em hebraico:  שירה ראשוני; Holon, 21 de setembro de 1991) é um judoca israelense.

## Carreira
Aos cinco anos, foi enviada por sua mãe para aprender balé, apesar de seu desejo pelo judô. Depois de dois anos, enquanto ainda insistia, sua mãe finalmente cedeu e permitiu que ela fosse para o judô. Rishony esteve nos Jogos Olímpicos de Verão de 2020 em Tóquio, onde conquistou a medalha de bronze no confronto por equipes mistas como representante de Israel, conjunto de judocas que derrotou o time russo.